# Nuevo Colón
Nuevo Colón es un municipio colombiano ubicado en la provincia de Márquez, en el departamento de Boyacá. Dista de Tunja 34 km y de Bogotá 130 km. 

## Toponima

### Origen lingüístico[3]
- Familia lingüística: Indoeuropea
- Lengua: Latín

### Significado
La expresión nuevo se origina en las voces latinas novus-nova-novum, que se remiten a los orígenes del idioma; es una palabra común a todas las lenguas romances; en la lengua portuguesa novo significa “joven”. Además se presenta la procedencia de ésta en el término indoeuropeo neu-i-os “nuevo, novedad”, presente en las lengua báltica, germánica y celta, donde hace referencia a un “romance”, “noviazgo”, a los “recién casados”.
Colón es una locución que proviene de colom-colomera, términos que se derivan del latín columba y significa paloma, designando un lugar adornado por palomas.

### Origen / Motivación
El municipio tomó su nombre de la ciudad de Colón en Panamá, luego de la separación del territorio colombiano y por tributo a Cristobal Colón, explorador del bicontinente americano.

### Nombres históricos
- Chiriví (prehispánico hasta 1907)

## Geografía

### Límites
Nuevo Colón está delimitado por los siguientes municipios:
| Noroeste: Ventaquemada | Norte: Ventaquemada | Nordeste: Jenesano |
| Oeste: Turmequé        |                     | Este: Tibaná       |
| Suroeste: Turmequé     | Sur: Úmbita         | Sureste: Tibaná    |

## Historia
El municipio de Nuevo Colón, fundado en el año de 1538 por el español Gonzalo Suárez Rendón, elevado a municipio el 6 de mayo de 1783, con el nombre de Chiriví; en el año de 1907 su nombre fue cambiado por el de Nuevo Colón, mediante ordenanza N.º 5 de marzo de 1907.
Chiriví era un poblado indígena anterior a la conquista española cuyos orígenes son inciertos. La expedición española de Gonzalo Jiménez de Quesada en búsqueda de las minas de esmeraldas de Somondoco, en 1538, los llevan a las tierras del señor de Turmequé. Cerca de allí, bajando por el río a un extremo izquierdo de éste encuentran un caserío indígena que los nativos denominaban Cherivi o Chiriví.

## Organización territorial
El municipio de Nuevo Colón está conformado por 16 veredas distribuidas en 3.935 predios que ocupan un total de 5.078 Hectáreas: Carbonera, Zapatero, El Uvo, Llano Grande, Alfaras, Fiota, Potreros, Tapias, Invita, Sorca, Aposentos, Tejar Abajo, Tejar Arriba, Pavaquira, Jabonera, Centro Rural y Centro.

## Economía
La principal actividad económica de los pobladores del municipio de Nuevo Colón es el cultivo de frutales caducifolios desde hace 60 años, aproximadamente, arraigándose una cultura ancestral, intercalando cultivos tradicionales de clima frío como arveja, papa, fríjol, arracacha, haba, entre otros; la curuba se estableció desde hace aproximadamente 20 años logrando abarcar hoy cerca de 2400 hectáreas de caducifolios y 600 hectáreas de perennifolios como: curuba, tomate de árbol, feijoa y mora. Con una producción de 20.000 toneladas en caducifolios y 6.800 toneladas de curuba entre los más importantes por su volumen. 
Hoy en día se cuenta con gran producción de frutas como la manzana, pera, ciruela, durazno y la granadilla, entre otros.

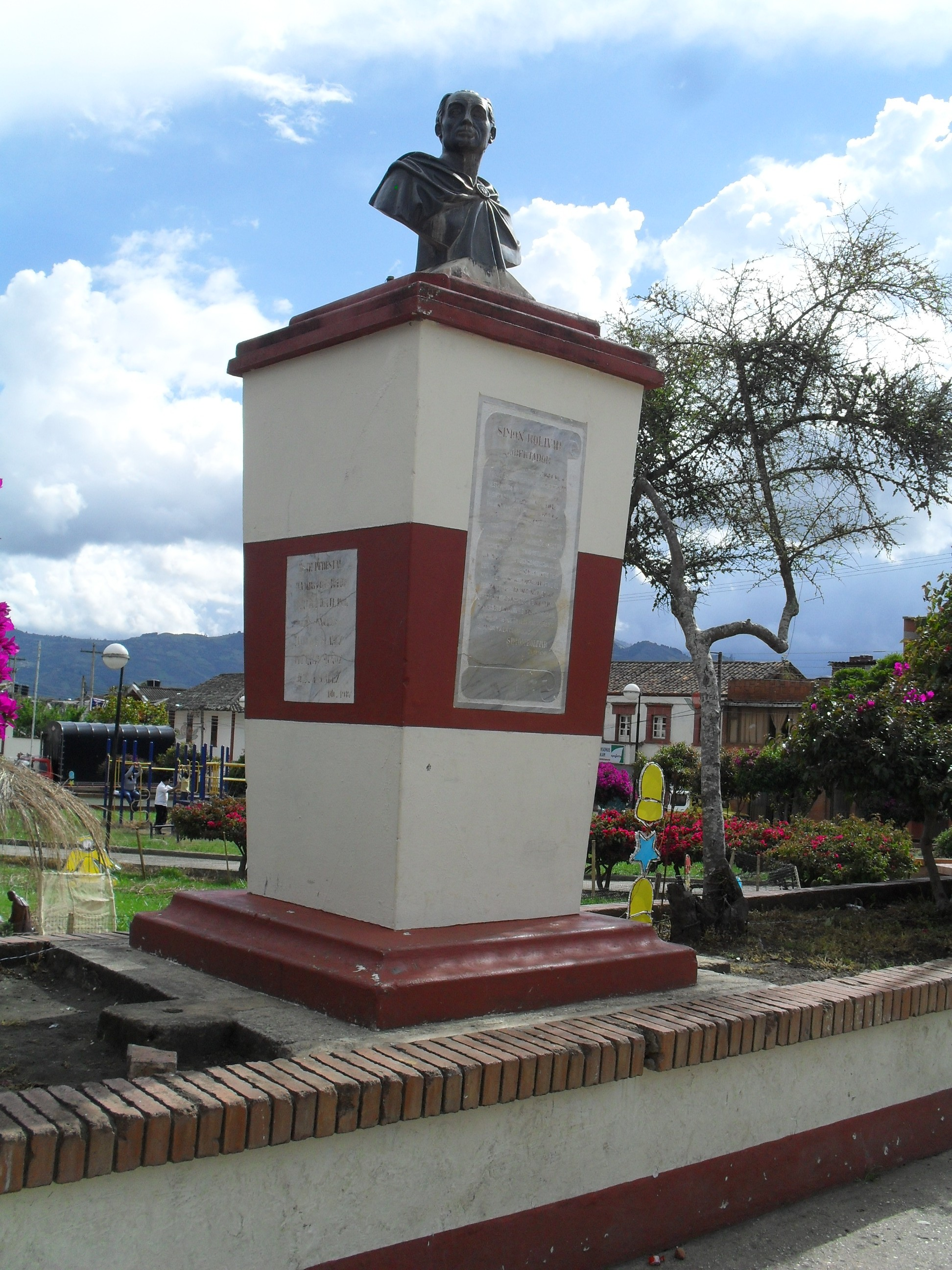
Busto de Simón Bolívar en el parque principal de Nuevo Colón.

## Turismo
- Fiestas Patronales en enero
- Paisajes Atractivos
- Fiestas de la virgen del Carmen
- Festival de las frutas y la ruana
- Festival de la ahuyama

### Sendero Ecoturístico El Ojo de Agua
En 2024, el alcalde Heriberto Suárez Múñoz, realizó la apertura oficial del Sendero Ecoturístico El Ojo de Agua, un proyecto turístico para que propios y extraños, disfruten de las riquezas naturales y paisajísticas con las que cuenta nuestro Municipio, ubicado en la vereda Tejar Arriba a 2,6 Kilómetros del Casco Urbano. Se puede realizar actividades contemplativas, disfrutar de la biodiversidad de especies de fauna, flora y el potencial hídrico de Nuevo Colón, así como también apreciar los  sorprendentes paisajes de la Región de Márquez.

## Movilidad
A Nuevo Colón se llega por la Ruta Nacional 55 al extremo noreste de Ventaquemada llegando por carretera al casco urbano novocolonense hacia el sur por el norte, aunque también por esa misma ruta se llega desde Villapinzón (Cundinamarca) a Turmequé al suroeste 

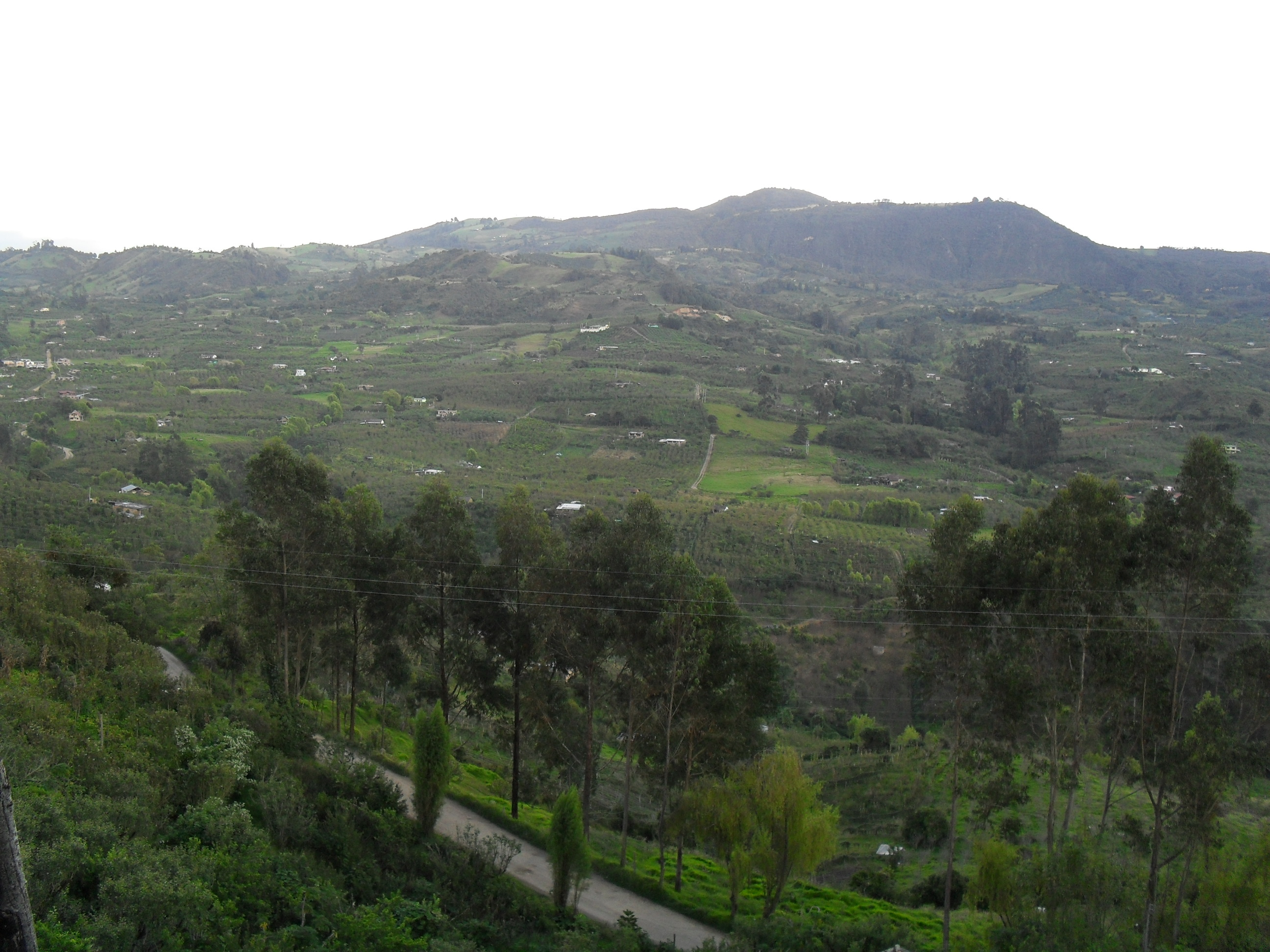
Panorámica de numerosas parcelas cultivadas con frutales en Nuevo Colón.